# Двадесет години по-късно
„Двадесет години по-късно“ (на фр. Vingt Ans Après) е продължението на романа Тримата мускетари на Александър Дюма - баща. Публикуван е за пръв път през 1845 г. Следващата, последна, част от трилогията е Виконт дьо Бражелон.

## Сюжет
Развити са характерите на главните герои от първата част на трилогията, които сега са разделени от политическите си убеждения – докато Атос и Арамис подкрепят каузата на принцовете, Д'Артанян и Портос са на страната на Мазарини. Въпреки това неразделните приятели отново се събират и оказват помощ на английския крал Чарлз I. Появяват се и нови герои като Раул (виконт дьо Бражелон), синът на Атос. Действието се развива между 1648 и 1649 г. по време на Фрондата.